# فيليكس لونا
فيليكس لونا (بالإسبانية: Félix Luna) (30 سبتمبر 1925 - 5 نوفمبر 2009) كاتب وشاعر ومؤرخ أرجنتيني.

## حياته
ولد لونا في بوينس آيرس لعائلة يرجع أصلها إلى مقاطعة لا ريوخا في الثلاثين من سبتمبر عام 1925. حيث كان جَدُه قد أسَسّ فرعاً في المقاطعة للحزب الوسطي «الاتحاد المدني الراديكالي» (UCR) حديث النشأة في عام 1892، وكان عَمه، بيلاخيو لونا، نائباً للرئيس الأرجنتيني هيبوليتو يريغوين، بين عامي 1916 و 1919. وقد التحق لونا بجامعة بوينس آيرس وحصل منها على شهادة في القانون عام 1951. والتي نُشرت لأول مرة عام 1954 مع السيرة الذاتية يريغويين عن الرئيس الأرجنتيني. وبسبب مُعارضته، مثل معظم أعضاء الاتحاد المدني الراديكالي، للرئيس الشعبوي خوان بيرون، الذي أُطيح به عام 1955، عُينّ في وزارة العمل مُديراً لخطة الخدمات الاجتماعية العمالية في عام 1956. وتلقى لونا أول جوائزه الأدبية في عام 1957 عن قصته المُعاصرة كتيبة الإعدام (La fusilación)؛ التي تدور في القرن التاسع عشر، جاء هذا العمل بعد الإعدام المُثير للجدل للجنرال خوان خوسيه فايي وسبعة وعشرون آخرون في عام 1956. تبع ذلك كتابته للسيرة الذاتية للرئيس مارسيلو توركواتو دي الفير، الرئيس الُمنافس ليريغويين داخل الاتحاد المدني الراديكالي، في عام 1958.
عَمِلّ بالتدريس أستاذاً لتاريخ المؤسسات في كلية الحقوق بجامعته بين 1963 و 1976، وأستاذاً للتاريخ المعاصر في جامعة بلغرانو الخاصة بين عامي 1967 و1986. بعض أَشهر أعمالُه خلال تلك الفترة كان القادة (Los caudillos)، وهي رؤية عن الزعماء المحليين في القرن التاسع عشر وأوائل القرن العشرين صدرت سنة (1966)، وقصيدة العام 45 (El 45)، في إشارة إلى سنة 1945 المحورية في الأرجنتين صدرت في (1968)، والأرجنتين: من بيرون إلى لانوس (Argentina: de Perón a Lanusse)، وهي نظرة عامة عن الجيل الثائر بين مجئ بيرون عام 1945 وعام 1973 .

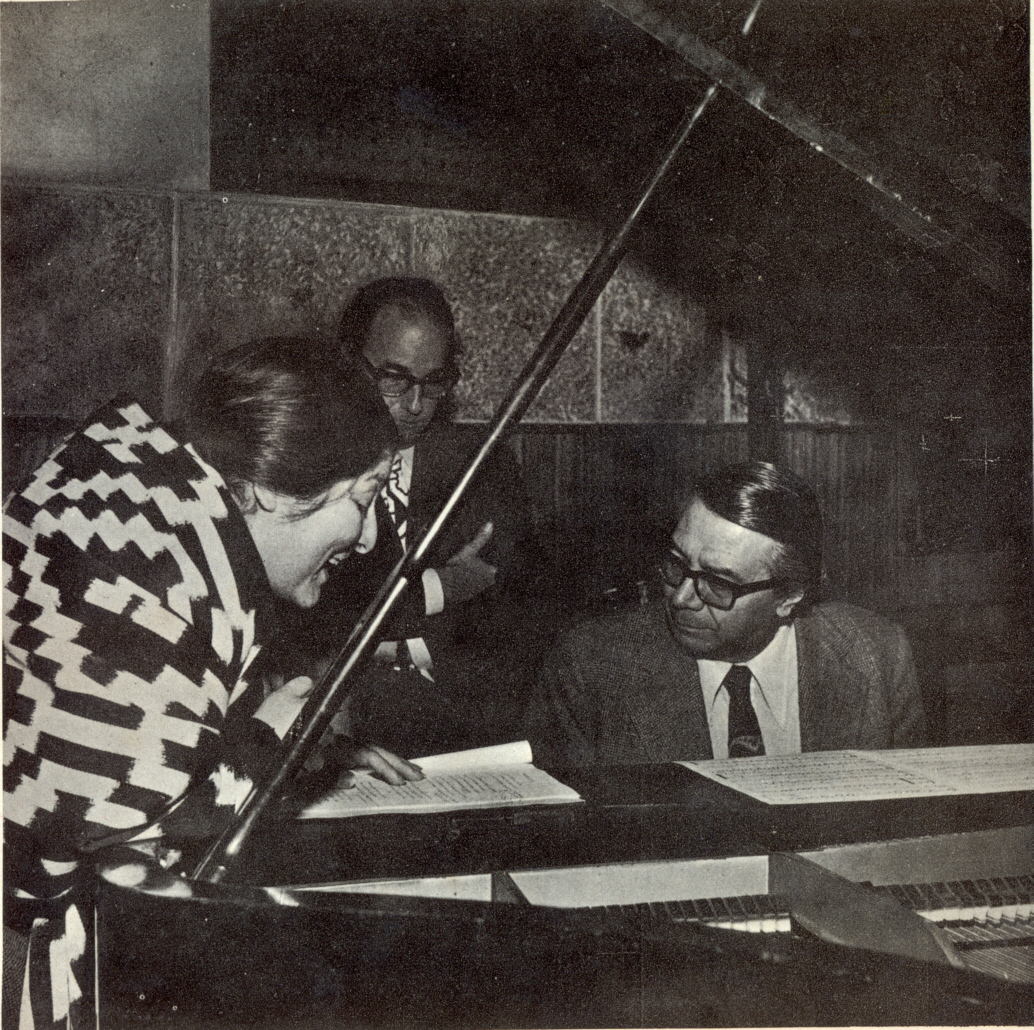
المُغنية مرسيدس سوسا، مع لونا، والملحن أرييل راميريز أثناء العمل في عام 1972.

تعاون لونا مع عازف البيانو والملحن أرييل راميريز ككاتب غنائي للعمل الموسيقي قُدّاس كريول (Misa Criolla)، في عام 1964. وأعقب هذا النجاح المًشترك نساء الأرجنتين (Mujeres Argentinas)، في عام 1969، التي من بين موضوعاتها ألفونسينا والبحر (قصيدة غنائية عن الشاعرة التعيسة ألفونسينا ستورني) أصبحت معروفة بشكل خاص. ثم انضمّت مُغنية الفولكلور الشعبي مرسيدس سوسا إلى راميريز ولونا في ألبوم أنشودة أمريكا الجنوبية (Cantata Sudamericana) عام 1972، مما جعلها أيقونة بارزة في الموسيقى الأرجنتينية.
ويالنسبة لكونه مؤرخاً، فقد ساهمّ بافتتاحياته الأسبوعية عن الأحداث الجارية في جريدة كلارين بين 1964 و1973، وكمُضيف لبرنامج حياكة تاريخنا (Hilando nuestra historia)، وهو برنامج إذاعي تعليمي بين 1977 و 1982. ومُقدماً لسيّر ذاتية عن الرؤساء روبرتو ماريا أورتيز (1978) وخوليو روكا (أنا روكا، 1989)، وثلاثية مُفَصّلة لسنوات بيرون، وكتاب تاريخ الأرجنتينيين الموجز (Breve historia de los argentinos) عام 1993، وإضافة إلى الكتب الأخرى، أصبح معروفاً بأسلوبه القصصي ووجهة نظره البراغماتية في الأحداث المُثيرة للجدل.
أسسّ مجلة التاريخ هو كل شئ (Todo es Historia)، وهي مجلة شهرية عن التاريخ الأرجنتيني في عام 1967 واستمرت في النشر باستمرار حتى وفاته. وقد كُرمّ لونا بالعديد من جوائز كونيكس، أعلى درجات التكريم في عالم الثقافة الأرجنتينية، منذ عام 1984 عن أعماله كمؤرخ وكاتب سيرة ذاتية وشاعر غنائي، كما حصل على وسام الاستحقاق الوطني من فرنسا عام 1988. وكان وزير الثقافة لمدينة بوينس آيرس بين 1986-1989. وتوفي في بوينس آيرس يوم الخامس من نوفمبر عام 2009.

## روابط خارجية
- فيليكس لونا على موقع IMDb (الإنجليزية)
- فيليكس لونا على موقع ميوزك برينز (الإنجليزية)
- فيليكس لونا على موقع ديسكوغز (الإنجليزية)